# Kasachischer Fußballpokal 2005
Der Kasachische Fußballpokal 2005 war die 14. Austragung des Pokalwettbewerbs im Fußball in Kasachstan. Pokalsieger wurde der Schenis Astana, der sich im Finale gegen FK Qairat Almaty durchsetzte.
Wegen fehlender Lizenz nahm statt des Pokalsiegers der unterlegene Finalist am UEFA-Pokal 2006/07 teil.

## Modus
In den ersten drei Runden und im Finale wurde der Sieger in einem Spiel ermittelt. Stand es nach der regulären Spielzeit von 90 Minuten unentschieden, kam es zur Verlängerung von zweimal 15 Minuten und falls danach immer noch kein Sieger feststand zum Elfmeterschießen.
Im Viertel- und Halbfinale wurde der Sieger in Hin- und Rückspiel ermittelt. Bei Torgleichheit entschied zunächst die Anzahl der auswärts erzielten Tore, danach eine Verlängerung und schließlich das Elfmeterschießen.

## 1. Runde
| Datum      |                              | Ergebnis |                            |
| ---------- | ---------------------------- | -------- | -------------------------- |
| 15.04.2005 | Zesna Almaty                 | 10:10    | Schaster Oral              |
| 17.04.2005 | Jassi Sayram                 | 1:2      | Schelesnodoroschnik Almaty |
| 17.04.2005 | Wostok Öskemen B             | 2:0      | Semei Semipalatinsk B      |
| 17.04.2005 | Schachtjor-Junost Qaraghandy | 3:1      | Chimik Stepnogorsk         |
| 17.04.2005 | Ordabassy Schymkent B        | 2:1      | Schetissu Taldyqorghan B   |
| 17.04.2005 | Ertis Pawlodar B             | 4:0      | Asbest Schitiqara          |
| 17.04.2005 | Bolat-ZSKA Termirtau         | 0:3      | Semei Semipalatinsk        |
| 17.04.2005 | Ajat Rudny                   | 0:1      | Batyr Ekibastus            |
| 18.04.2005 | Qaisar Qysylorda             | 6:0      | Kaspij Aqtau               |

## 2. Runde
| Datum      |                              | Ergebnis              |                          |
| ---------- | ---------------------------- | --------------------- | ------------------------ |
| 26.04.2005 | Schelesnodoroschnik Almaty   | 1:3                   | Wostok Öskemen           |
| 26.04.2005 | Jessil-Bogatyr Petropawl B   | 1:3                   | Tobol Qostanai           |
| 26.04.2005 | Wostok Öskemen B             | 0:8                   | FK Qairat Almaty         |
| 26.04.2005 | Zesna Almaty                 | 0:4                   | Schenis Astana           |
| 26.04.2005 | FK Taras                     | 6:2                   | Energetik Pawlodar       |
| 26.04.2005 | Schachtjor-Junost Qaraghandy | 0:1                   | Bolat Temirtau           |
| 26.04.2005 | Semei Semipalatinsk          | 2:3 n. V.             | Jessil-Bogatyr Petropawl |
| 26.04.2005 | Ordabassy Schymkent B        | 0:8                   | FK Aqtöbe                |
| 26.04.2005 | Munaily Atyrau               | 1:5                   | Schachtjor Qaraghandy    |
| 26.04.2005 | Qaisar Qysylorda             | 2:0                   | FK Ekibastus             |
| 26.04.2005 | Schambyl Taras               | 0:6                   | FK Atyrau                |
| 26.04.2005 | Ertis Pawlodar B             | 0:3                   | Ordabassy Schymkent      |
| 26.04.2005 | Gornjak FK Chromtau          | 1:2                   | Schetissu Taldyqorghan   |
| 26.04.2005 | Eurasia Astana               | 1:6                   | Ertis Pawlodar           |
| 26.04.2005 | FK Aqtöbe-Schas              | 0:1 n. V.             | FK Almaty                |
| 26.04.2005 | Batyr Ekibastus              | 2:2 n. V. (5:6 i. E.) | Oqschetpes Kökschetau    |

## Achtelfinale
| Datum      |                          | Ergebnis  |                       |
| ---------- | ------------------------ | --------- | --------------------- |
| 02.04.2005 | Schetissu Taldyqorghan   | 2:1 n. V. | Schachtjor Qaraghandy |
| 02.04.2005 | Schenis Astana           | 3:0       | Bolat Temirtau        |
| 02.04.2005 | Jessil-Bogatyr Petropawl | 1:0 n. V. | FK Aqtöbe             |
| 02.04.2005 | Wostok Öskemen           | 1:0       | Tobol Qostanai        |
| 02.04.2005 | FK Qairat Almaty         | 1:0       | Oqschetpes Kökschetau |
| 02.04.2005 | Ordabassy Schymkent      | 3:0       | FK Almaty             |
| 24.03.2005 | Qaisar Qysylorda         | 0:1       | FK Atyrau             |
| 24.03.2005 | Ertis Pawlodar           | 0:1       | FK Taras              |

## Viertelfinale
| Datum             |                          | Gesamt |                        | Hinspiel | Rückspiel |
| ----------------- | ------------------------ | ------ | ---------------------- | -------- | --------- |
| 17.05./06.07.2005 | Jessil-Bogatyr Petropawl | 1:2    | Schenis Astana         | 1:0      | 0:2 n. V. |
| 17.05./06.07.2005 | FK Taras                 | 4:3    | Schetissu Taldyqorghan | 1:1      | 3:2       |
| 17.05./06.07.2005 | Ordabassy Schymkent      | 0:3    | FK Qairat Almaty       | 0:2      | 0:1       |
| 17.05./06.07.2005 | FK Atyrau                | 2:1    | Wostok Öskemen         | 1:0      | 1:1       |

## Halbfinale
| Datum             |                | Gesamt |                  | Hinspiel | Rückspiel |
| ----------------- | -------------- | ------ | ---------------- | -------- | --------- |
| 06.07./03.08.2005 | Schenis Astana | 4:2    | FK Atyrau        | 2:2      | 2:0       |
| 06.07./03.08.2005 | FK Taras       | 1:4    | FK Qairat Almaty | 1:2      | 1:2       |

## Finale
| Paarung          | Schenis Astana – FK Qairat Almaty |
| Ergebnis         | 2:1 n. V. (1:1, 1:1) |
| Datum            | 11. November 2005 |
| Stadion          | Kaschymukan-Munaitpassow-Stadion, Schymkent |
| Zuschauer        | 8.000 |
| Schiedsrichter   | Igor Chisamutdinow |
| Tore             | 1:0 Pawel Bjahanski (19.) 1:1 Ion Ionuț Luțu (25.) 2:1 Nilton Mendes (116.) |
| Schenis Astana   | Jewgeni Plotnikow – Michail Schischkin, Nikita Chochlow, Sergei Andrejew, Anton Tschitschulin (90.+1' Eduard Sergijenko) – Konstantin Golowskoi, Juri Drosdow, Alexei Kosopalow, Sergei Grischin – Alexander Sutschkow (62. Nilton Mendes), Pawel Bjahanski (79. Oleh Motschuljak) Cheftrainer: Wladimir Muchanow |
| FK Qairat Almaty | Sergei Bojtschenko – Farchadbek Yrysmetow, Renat Abdulin, Samat Smaqow, Andrei Sosnovschi, Qairat Nurdäuletow (70. Jewgeni Lowtschew), Waleri Lichobabenko (67. Qairat Utabajew), Ion Ionuț Luțu, Andrei Karpowitsch – Arsen Tlechugow, Ulyqbek Assanbajew Cheftrainer: Wladimir Guljamhaydarow                   |
| Gelbe Karten     | Konstantin Golowskoi, Anton Tschitschulin – Ion Ionuț Luțu, Farchadbek Yrysmetow, Andrei Karpowitsch, Andrei Sosnovschi |